# Geo Mommaerts
Geo Mommaerts (Diegem, 20 juli 1923 – 2006) was een Belgisch kunstschilder.
In de periode van 1939 tot 1947 werd hij opgeleid tot kunstschilder aan de Koninklijke Academie voor Schone Kunsten in Brussel en de Kunstschool van Sint-Joost-ten-Node.
Hij schilderde stadsgezichten en gebouwen met een voorkeur voor stadskwartieren in Parijs, Brussel en Amsterdam. Hij schilderde ook marines aan de Noordzee en interieurs.
Beroepshalve was Mommaerts theaterdecorateur en lesgever aan de Academie voor Schone Kunsten in Brussel (1963-1983) en aan de Academie van Elsene.
Hij was bursaal van de Godecharle-prijs 1947 en medestichter van de kunstenaarsvereniging "Artes Bruxellae" (1974).
In 1994-1995 was er een tentoonstelling van zijn werk in het gemeentehuis van Schaarbeek.

## Musea
- Brussel, Fondation pour l'art belge contemportain
- Brussel, Museum van Elsene
- Louvain-la-Neuve, Musée de Louvain-la-Neuve
- Oostende, Ensorhuis
- Verzameling Provincie Brabant